# Diphascon dolmiticum
Diphascon dolmiticum är en djurart som tillhör fylumet trögkrypare, och som beskrevs av Giovanni Pilato och Bertolani 2005. Diphascon dolmiticum ingår i släktet Diphascon och familjen Hypsibiidae. Inga underarter finns listade i Catalogue of Life.